# North Vernon
North Vernon – miasto w Stanach Zjednoczonych, w stanie Indiana, w hrabstwie Jennings.